# Bispo do Rosário
Arthur Bispo do Rosário (Japaratuba, 16 de março de 1911 – Rio de Janeiro, 5 de julho de 1989) foi um artista plástico brasileiro que, por sofrer de esquizofrenia, residiu em diversas instituições psiquiátricas por quase 50 anos.
O conjunto de sua obra agrega 802 peças com diferentes técnicas, com destaque para a costura e bordado em tecido, em formas de fardões e estandartes.
Considerado gênio por alguns e louco por outros, a sua figura insere-se no debate sobre o pensamento eugênico, o preconceito e os limites entre a insanidade e a arte no Brasil. A sua história liga-se também à da Colônia Juliano Moreira, instituição criada no Rio de Janeiro, na primeira metade do século XX, destinada a abrigar aqueles classificados como anormais ou indesejáveis (doentes psiquiátricos, alcoólicos).

## Biografia

### Juventude
Arthur Bispo do Rosário era natural de Japaratuba, no interior do estado de Sergipe. Filho de Adriano Bispo do Rosário e Blandina Francisca de Jesus, foi alfabetizado por um casal de fazendeiros de cacau .
Em fevereiro de 1925, seu pai o leva para Aracaju, para se alistar na Escola de Aprendizes de Marinheiros, da Marinha do Brasil; em dezembro do mesmo ano, já encontra-se na cidade do Rio de Janeiro, onde alista-se pelo prazo de nove anos na Marinha de Guerra.
Em 1928, começou a atuar também como boxeador, disputando campeonatos internos da Marinha e nacionais, nas categorias leve e meio-leve. As chamadas para suas lutas apareceram em diversos jornais da época.
Em 1933, após diversas punições por faltas leves e pesadas, é expulso da Marinha por indisciplina.
No mesmo ano, empregou-se na companhia Light & Power, exercendo as funções de lavador de bondes e borracheiro. Contudo, em 1936 sofreu um acidente de trabalho, no qual fraturou um osso do pé, resultando em duas cirurgias. Este fato lhe fez mancar pelo resto da vida e encerrar sua carreira como boxeador. Sua demissão ocorreu em 1937.
Buscando entrar com um processo trabalhista contra a Light, conheceu o advogado José Maria Leone, que o acolheu como empregado doméstico da família em sua casa, no bairro carioca de Botafogo.

### Internação
Na noite de 22 de dezembro de 1938, teve um surto psicótico, no qual afirmava ser Jesus Cristo. Saiu da casa da família Leone e se encaminhou à Igreja de São José.
Ao advogado Humberto Magalhães Leone, disse que iria se apresentar à Igreja da Candelária. Depois de peregrinar pela rua Primeiro de Março e por várias igrejas do então Distrito Federal, terminou subindo ao Mosteiro de São Bento, onde anunciou a um grupo de monges que era um enviado de Deus, encarregado de julgar os vivos e os mortos.
Dois dias depois foi detido e fichado pela polícia como negro, sem documentos e indigente, e conduzido ao Hospício Pedro II (o hospício da Praia Vermelha). Esta foi a primeira instituição oficial desse tipo no país, inaugurada em 1852, onde anos antes havia sido internado o escritor Lima Barreto (1881-1922).
Um mês após a sua internação, foi transferido para a Colônia Juliano Moreira, localizada no subúrbio de Jacarepaguá, sob o diagnóstico de "esquizofrênico-paranoico". Lá recebeu o número de paciente 01662, e permaneceu ligado a ela por mais de 50 anos,  alternando momentos de internação com períodos em que exerceu ofícios em residências cariocas entre as décadas de 1940 a 1960.
A partir de 1961, trabalhou na Clínica Pediátrica AMIU, na qual viveu em um quartinho no sótão. Lá produziu parte de sua obra, regressando em definitivo à Colônia no ano de 1964.

### Morte
Faleceu no Hospital Manfredini da Colônia Juliano Moreira em 5 de julho de 1989, de broncopneumonia.

## Produção Artística

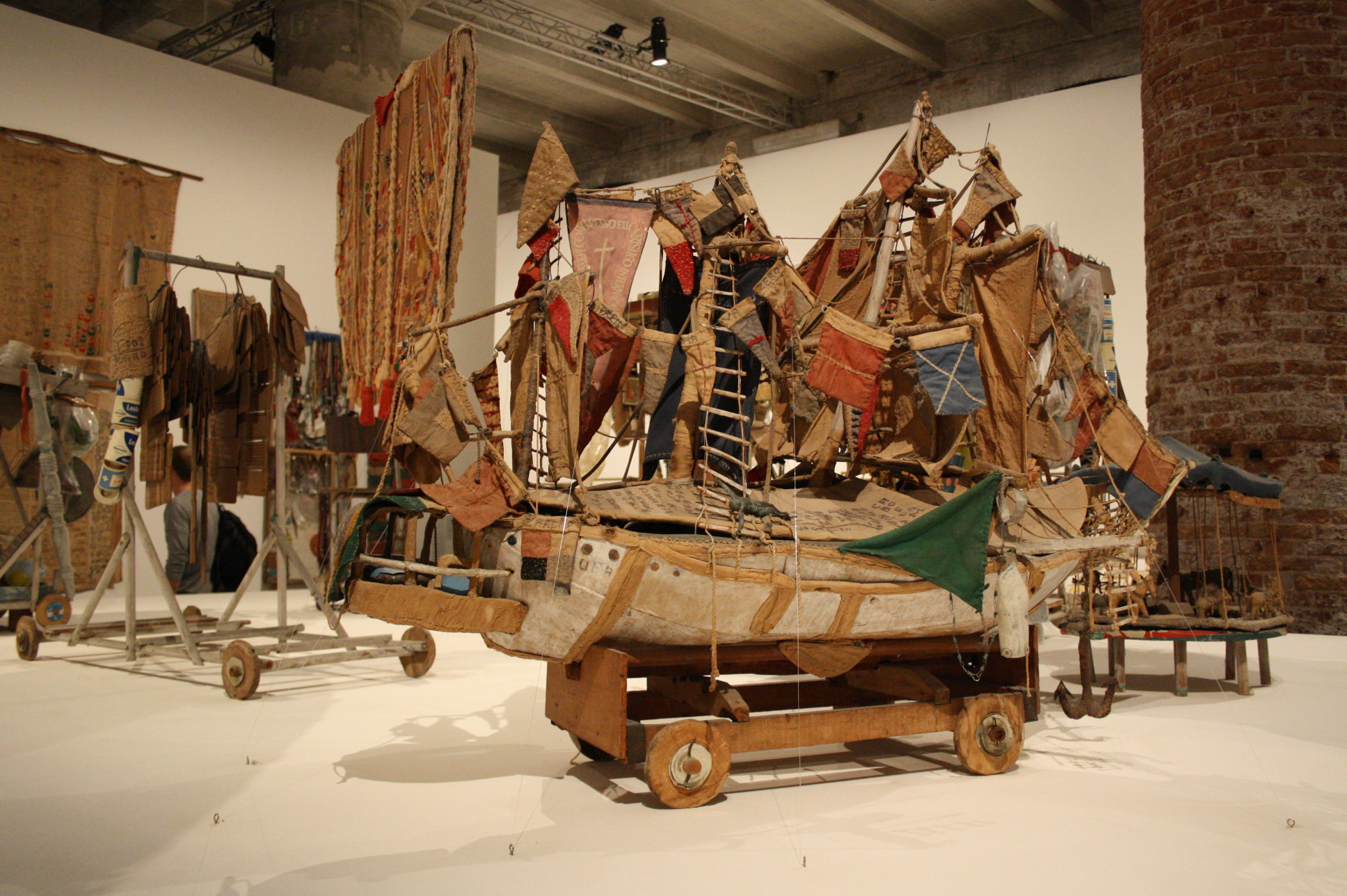
Diversas obras de Arthur Bispo do Rosário,com destaque para "O Grande Veleiro"

Nos anos 1930, ainda na casa da família Leone, Arthur Bispo do Rosário passou a produzir objetos com diversos itens oriundos do lixo e da sucata. Contudo, o caráter místico se iniciou após sua internação psiquiátrica, em 1938.

Em 1943, foi retratado pelo fotógrafo francês Jean Manzon, para matéria publicada na revista O Cruzeiro sobre o hospital psiquiátrico da Praia Vermelha. No artigo, seu nome não foi mencionado (assim os de outros internos), mas foi publicado seu retrato ao lado de alguns de seus artefatos. Uma menção a um dos internos, possivelmente a Bispo do Rosário (por falar de uma de suas peças mais conhecidas), diz: 
"Temores celestiais assustam alguns. Manias do poder divino. 'Eu sou o enviado da providência. Nasci numa estrela e venho salvar a humanidade'. Este teceu o seu manto divino e prepara-se para a viagem às paragens da eternidade".
Sua obra só foi efetivamente descoberta nos anos 1980, quando seria classificada como arte vanguardista e comparada à obra de Marcel Duchamp.
Entre os temas, destacam-se navios (tema recorrente devido à sua relação com a Marinha na juventude), estandartes, faixas de misses e objetos domésticos. A sua obra mais conhecida é o Manto da Apresentação, que Bispo deveria vestir no dia do Juízo Final. Com eles, Bispo pretendia marcar a passagem de Deus na Terra.
Os objetos recolhidos dos restos da sociedade de consumo foram reutilizados como forma de registrar o cotidiano dos indivíduos, preparados com preocupações estéticas, onde se percebem características dos conceitos das vanguardas artísticas e das produções elaboradas a partir de 1960.
Não costumava datar ou assinar suas obras, desse modo é difícil identificá-las em anos ou fases.
Utilizava a palavra como elemento pulsante. Ao recorrer a essa linguagem manipula signos e brinca com a construção de discursos, fragmenta a comunicação em códigos privados.
Inserido em um contexto excludente e marginalizado, Bispo driblava as instituições todo tempo: a instituição manicomial ao se recusar a receber tratamentos médicos e dela retirando subsídios para elaborar sua obra; e aos museus, quando recusou em vida expôr a totalidade de suas obras por receio de separar-se delas. Mais tarde, após sua morte, é consagrado como referência da Arte Contemporânea brasileira.

## Reconhecimento
Em 1982, foi lançado o documentário "O prisioneiro da passagem", elaborado pelo fotógrafo e psicanalista Hugo Denizert, onde Bispo concede uma entrevista vestido em seu "Manto da Apresentação".
Em 1989, foi organizada a primeira exposição exclusiva do trabalho de Bispo do Rosário, intitulada "Registros de Minha Passagem na Terra" na Escola de Artes Visuais do Parque Lage, no Rio de Janeiro. O sucesso da exposição impulsionou sua apresentação em diversas capitais do Brasil.
Em 26 de abril de 1994, o conjunto de sua obra foi tombado pelo Instituto Estadual de Patrimônio Cultural (INEPAC) do Rio de Janeiro.

## Na cultura popular
Em 2018 foi homenageado no Carnaval do Rio de Janeiro pela Acadêmicos do Cubango, escola de Niterói que desfila na Série A da capital (segunda divisão). O enredo foi intitulado "O rei que bordou o mundo" e recebeu muitas críticas positivas da imprensa especializada.
Anteriormente, Bispo do Rosário já havia sido citado em dois outros enredos no carnaval carioca, pela Unidos do Porto da Pedra em 1997 e pela Tradição em 1999.